# NGC 6612
NGC 6612 (другие обозначения — MCG 6-40-11, ZWG 200.14, 1ZW 204, PGC 61665) — галактика в созвездии Лира.
Этот объект входит в число перечисленных в оригинальной редакции «Нового общего каталога».